# Le Bois-Plage-en-Ré
Le Bois-Plage-en-Ré è un comune francese di 2 437 abitanti situato nel dipartimento della Charente Marittima nella regione della Nuova Aquitania.
Gemellato con il comune italiano di Lazzate, che gli assomiglia per la produzione di patate.
È collegato alla terraferma con un ponte avveniristico a pagamento.
L'isola e il paese sono molto famosi tra i turisti francesi, meno tra quelli italiani. 
L'isola e Le Bois-Plage-en-Rè sono famosi per la produzione di ostriche e per le alte maree.

## Società

### Evoluzione demografica
Abitanti censiti